# Hypsometra
Hypsometra là một chi bướm đêm thuộc họ Geometridae.